# Jüdischer Friedhof (Gorlice)

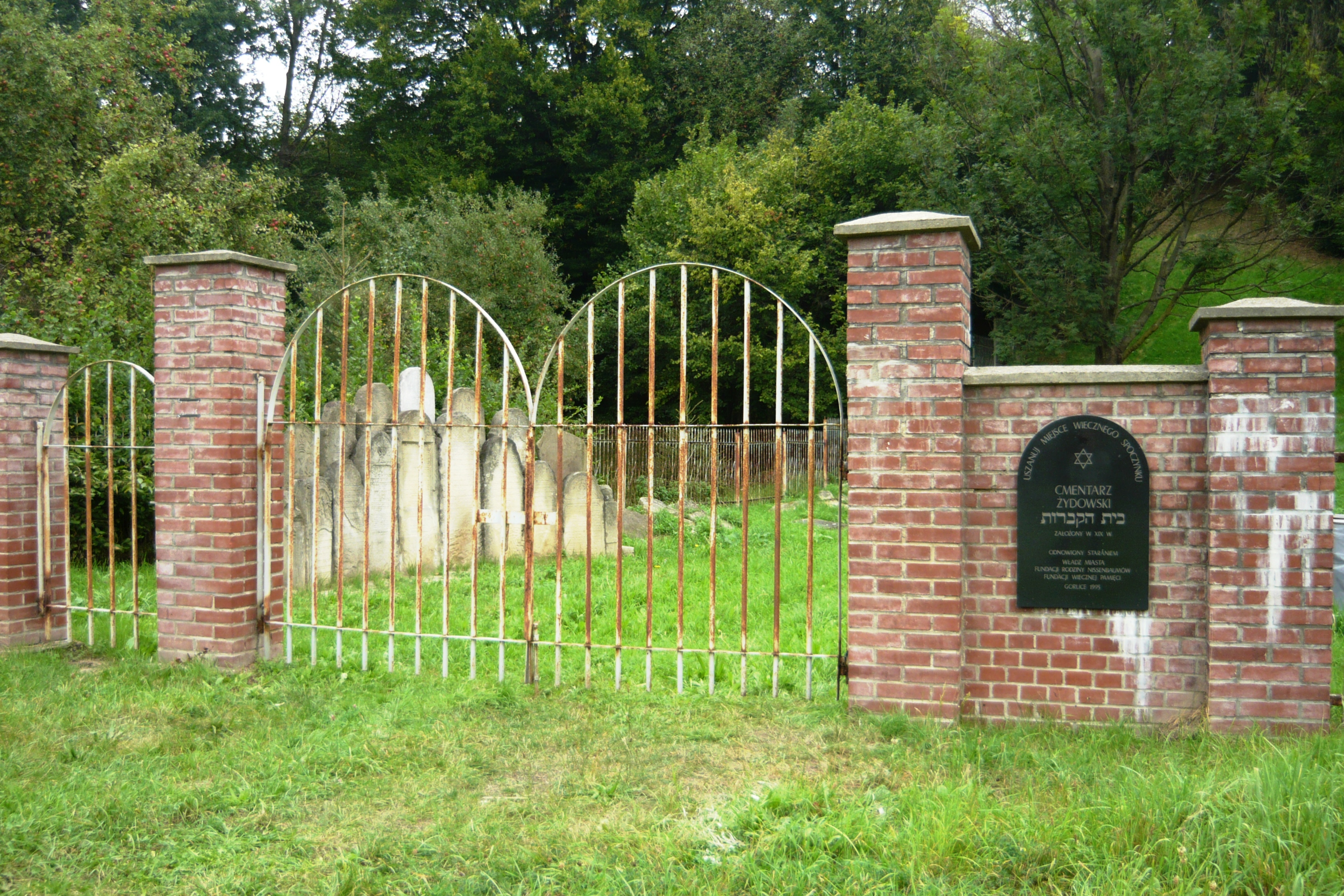
Eingang zum jüdischen Friedhof in Gorlice

Der Jüdische Friedhof in Gorlice, einer polnischen Stadt in der Woiwodschaft Kleinpolen, wurde in der zweiten Hälfte des 18. Jahrhunderts angelegt. Der jüdische Friedhof in der Stróżowska-Straße ist ein geschütztes Kulturdenkmal.
Der Friedhof wurde im Zweiten Weltkrieg von den deutschen Besatzern verwüstet und viele Grabsteine wurden für Baumaßnahmen verwendet. Im Zweiten Weltkrieg wurde der Friedhof zudem zu einer Hinrichtungsstätte für Juden, Polen und Roma.
Auf dem 1,59 Hektar großen Friedhof sind heute noch circa 500 Grabsteine vorhanden.